# Charlotte Kullberg
Botilla Charlotta "Charlotte" Kullberg, född Hederstjerna 17 november 1805 i Grevie socken, Malmöhus län, död 17 maj 1877 i Lunds domkyrkoförsamling, Lund, var en svensk sömmerska och modebutiksägare. 
Hon var dotter till kofferdikapten Erland Hederstjerna och gifte sig med 1831 hovpredikant och kyrkoherde Adolf Kullberg, fd hovpredikant och kyrkoherde i Gråmanstorp. Hon var mor till Anders Fredrik Kullberg. När hon blev änka 1834 öppnade hon en "manufaktur och modehandel" i Lund för att försörja sig och sina barn. Hon blev en lokal berömdhet och sömmerskan på modet för de kvinnliga medlemmarna av societeten i Lund med omgivningar för flera årtionden framåt. Hon var en del av en utveckling i början av 1800-talet där sömmerskor, från att tidigare endast tolererats utanför skråna och varit belagda med regler för att inte kunna konkurrera med dessa, nu helt öppet startade syateljéer över hela Sverige och öppet konkurrerade med skräddarna med myndigheternas tillstånd.